# جيفور

شعار البلدية

جيفور (Givors) بلدية فرنسية تقع في إقليم رون شرق فرنسا .

## توأمة
لجيفور اتفاقيات توأمة مع كل من:
- Döbeln [الإنجليزية]‏
- أورفييتو
- بيت ساحور

## أعلام
- كريم كركار
- إتيان بلان
- أنتوني لوبيز
- خالد لموشية
- سيباستيان غريمالدي